# Dieta de Sonsonate
La Dieta de Sonsonate fue una conferencia unionista centroamericana, celebrada en la población salvadoreña de Sonsonate fue inaugurada el 15 de junio de 1846, con participación de delegados de Costa Rica, El Salvador y Honduras, y empezó sus trabajos instando a Guatemala y Nicaragua a enviar representantes.

## Antecedentes
En abril de 1845 los gobiernos de El Salvador y Guatemala propusieron celebrar en Sonsonate en agosto de ese año una reunión de comisionados para restablecer la unión política de Centroamérica. La conferencia no se pudo celebrar en la fecha propuesta.
En febrero de 1846 se reunieron en Sonsonate delegados de Costa Rica, El Salvador y Guatemala. Nicaragua anunció que no participaría. 
La Dieta de Sonsonate se inauguró el 15 de junio de 1846. Los delegados de Honduras llegaron a finales del mismo mes, cuando ya se habían retirado los de Guatemala. El 28 de junio se supo que Guatemala ya había mandado de nuevo su delegación, pero entonces se retiraron las de El Salvador y Honduras. 
Uno de los dos delegados de Costa Rica, Manuel Aguilar Chacón, falleció. 
El 10 de julio retornó la delegación de Guatemala, pero como no regresaron las de El Salvador y Honduras, el 5 de agosto también se retiró, y el único delgado que quedaba, el costarricense Rafael Escalante Nava, optó también por abandonar Sonsonate.